# Pelekium investe
Pelekium investe är en bladmossart som beskrevs av Andries Touw 2001. Pelekium investe ingår i släktet Pelekium och familjen Thuidiaceae. Inga underarter finns listade i Catalogue of Life.